# Контепоми, Фелипе
Фелипе Контепоми (исп. Felipe Contepomi) — аргентинский регбист, бронзовый призёр Чемпионата мира 2007 года в составе сборной Аргентины. В полуфинальном матче Аргентина проиграла сборной ЮАР, ставшей чемпионом. Выступает за аргентинский клуб «Ньюмен». Карьеру в национальной сборной завершил в 2013-м, став её рекордсменом по количеству проведённых матчей. Экс-капитан и один из самых результативных игроков сборной. Брат-близнец аргентинского регбиста Мануэля Контепоми.